# King for a Day... Fool for a Lifetime
King for a Day... Fool for a Lifetime är Faith No Mores femte studioalbum, utgivet den 28 mars 1995. Det är gruppens första album utan sologitarristen Jim Martin. Albumet gavs ut som LP, CD och kassett.

## Låtförteckning
1. "Get Out" – 2:17 (Patton)
2. "Ricochet" – 4:28  (Gould/Bordin/Patton)
3. "Evidence" – 4:53 (Gould/Bordin/Spruance/Patton)
4. "The Gentle Art of Making Enemies" – 3:28 (Gould/Bordin/Patton)
5. "Star A.D." – 3:22 (Gould/Bordin/Patton)
6. "Cuckoo for Caca" – 3:41 (Gould/Patton/Spruance)
7. "Caralho Voador" – 4:01 (Gould/Patton/Bordin)
8. "Ugly in the Morning" – 3:06 (Patton/Spruance)
9. "Digging the Grave" – 3:04 (Gould/Bordin/Patton)
10. "Take This Bottle" – 4:59 (Patton/Gould)
11. "King for a Day" – 6:35 (Gould/Bottum/Bordin/Patton/Spruance)
12. "What a Day" – 2:37 (Patton/Spruance)
13. "The Last to Know" – 4:27 (Gould/Patton/Bordin)
14. "Just a Man" – 5:35 (Gould/Bottum/Spruance/Patton)

## Medverkande
- Mike Bordin – trummor
- Roddy Bottum – keyboards
- Billy Gould – elbas
- Mike Patton – sång
- Trey Spruance – gitarr